# 新加坡華語
新加坡華語或華文、中文、 官/普通話，是指新加坡人圈中普遍使用的一種含有當地特色的現代標準漢語变体。是除了英語、馬來語和坦米爾語之外的新加坡官方語言之一。
新加坡華語可以分成兩種形态：新加坡標準華語和新加坡式華語。這兩種對於精通中文的人士很容易辨別。新加坡標準華語主要是使用於較為正式的場合，可以在新加坡華語傳媒聽到，也是新加坡學校裡所教授的一般語言形式。新加坡式華語則是一般新加坡華人在日常生活中經常使用的一種口语化华语，這種漢英混合式的非正式口语通常加雜了大量的英語、其他闽粤方言和馬來語詞彙句子。 
基於早期華人先輩下南洋的共同文化和經歷，口語化的新加坡華語有不少地方與馬來西亞華語相似，但因腔调上有些不同，某些新加坡人将带有马来西亚口音的华语腔调称为“联邦腔”。而两者合称为“新马华语”。
新加坡華語是自1979年講華語運動之後才在新加坡華人圈中廣泛的使用開來。一般而言，新加坡的華語是繼英語之後在新加坡第二廣泛使用的語言。由於在新加坡使用甚廣，華語已取代新加坡福建話成爲新加坡華人之間的通用語。隨著中國大陸21世紀的經濟崛起，华语在新加坡的使用和重要程度有显著上升的趋势。2000年至2010年，通曉兩種（英語和華語）語言或以上的新加坡人从五成增加至七成。
隨著近幾年中國移民大量的湧入新加坡，新加坡華語已逐漸向中國大陸的普通話靠攏。現今的新加坡華語仍在自己基礎環境下繼續發展，其主要影響來自普通話、中華民國國語及英語。

## 稱呼更迭
在1960年代中葉以前，「華語」是新加坡等東南亞國家對各種漢語方言的統稱，例如新加坡報章會把港產片（粵語）、廈語片（閩南語）、國語片（北京官話）一概稱為「華語電影」；然而1960年代中葉後，新加坡開始把「華語」專指以北京語音為標準音、以北方官話為基礎的現代標準漢語，粵語和閩南語被排除出「華語」之列。新加坡華語和馬來西亞華語的稱呼沿襲了此一經過重新定義的「華語」。

## 概况

### 新加坡標準華語
新加坡標準華語主要是以北京官話作為基準。新加坡電視台和電台的新聞播報員在使用華語播報新聞時，除了語音與台灣國語相似外，無論是詞彙還是語法，都同普通話無甚差別，少許差異主要在詞彙方面。

### 新加坡式華語
在普通的口語溝通方面，當地華語受到當地歷史、文化與社會環境等的影響，因此跟普通話存在著明顯的差異。基於早期華人先輩下南洋的共同文化和經歷，口語化的新加坡式華語普遍上與馬來西亞華語最為接近，也可互通。

### 新加坡華語特色

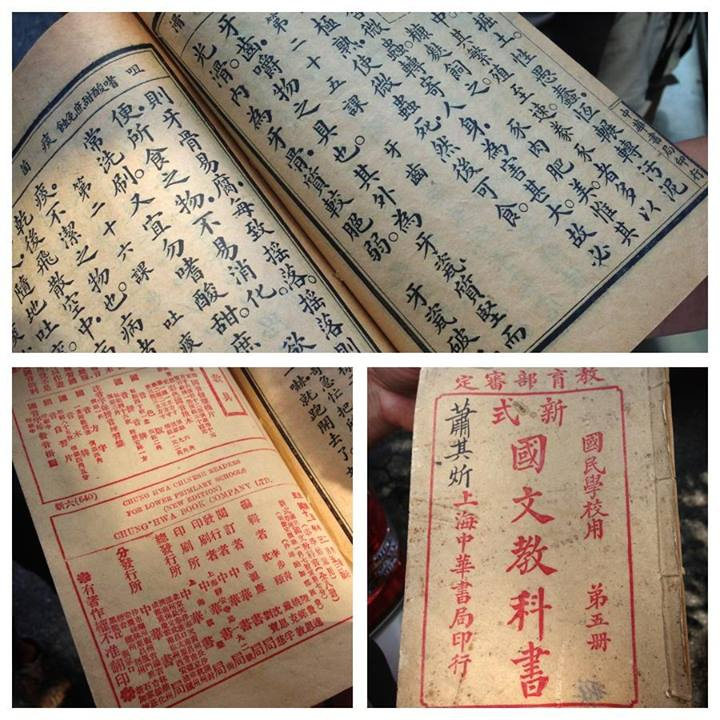
1911年新加坡華校所採用的中文課本主要來自中華民國，中文文體仍是文言文。

新國華語保留了文言文及二十世紀初中國白話文的一些詞彙和特色。由於早期的新加坡華校大多採用中華民國時期的教科書，華語發音一律根據《國音字典》和《國音常用字彙》，因此在發音方面仍保留了一些舊讀音。此外，當地華語在發展之初也受其他新加坡漢語方言的影響，如閩南語、粵語、客語等。
從1949到1979年，由於新加坡與中華人民共和國沒有任何的接觸，普通話並未對當地華語產生影響。相反，新加坡大部分的中文娛樂節目及文學讀物主要來自臺灣，因此當地華語受到了臺灣華語一定的影響。1979年中國大陸改革開放後，隨著新加坡與中國大陸接觸日趨頻繁，當地華語漸受普通話影響。這些影響包括採用漢語拼音、從繁體字轉為改用簡體字等，普通話裡的許多詞彙也逐漸流入新加坡華語。

## 歷史

### 背景
史料说明，新加坡1819年在莱佛士开埠本地前，已有华人居住。新加坡由莱佛士开埠、大量马来亚土生华人商贾及欧洲商人来到，开发需要大量的劳动力，于是出现契约劳工（猪仔）的买卖，也常称为苦力(coolie)。
由于清朝時期的中国在鸦片战争之前有海禁条例，人民不可自由出入。因此契约华工都是经由葡萄牙人管控的澳门到海外，或由猪仔贩商到中国收买地方官员放人出洋。以此推测，在19世纪初期，要有大量华工出洋的情况并不太可能。这种情况一直要到1842年8月《南京条约》签订后才形成大规模华工出洋的情况。1860年中英、中法与中国满清政府签下的《北京条约》，买卖人口合法化，华工出洋一时达到高潮。
19世紀至20世紀前半葉，從中國到新加坡的華人被稱作「新客」sinkeh（閩南語讀音）。「新客」有一大部分是契約勞工，包括扛包头的苦力、轮船的烧炭工、在街上待聘的杂工等。有些則是因爲中國家鄉貧窮為了尋找更好的生活而南下南洋。而其他則是爲了逃離二十世紀前半葉中國各種的戰亂而来到了新加坡。 他們主要來自中國南部沿海地帶如福建省、廣東省、海南省；心繫「唐山」（中國的別稱），認為自己是華僑。
在這些新客當中，其中以閩南人、潮州人、廣府人、客家人及海南人最多。福建、廣府、客家各自擁有不同的方言，而且有不同稱謂，分為泉漳話（閩南語泉漳片）、潮州話（閩南語潮汕片）、 粵語、客家語、海南話（沿海閩語－瓊雷話－海南話）等。由於各自的語言彼此不相通，形成各族成立的會館。但採用北京話（官話）作為華人通用語則是中華民國成立後，民國確立北京話為國語，而抗日戰爭令福建、廣東、客家之間的間隔逐漸消除。

### 華語在新加坡的發展
新加坡當地華人社會的早期私塾多以各自籍貫方言為教學用語。新加坡第一所學習「國語」(即中華民國國語、華語）的講習班於1898年出現，但方言學校仍維持到1909年。1919年五四運動後，由於受到了中國新文化運動和新文學運動的影響，當地私塾紛紛跟隨中國維新派的教育改革，開始把教學語言由方言改為“國語”（即中華民國國語、華語），這是該國華語形成的開始。
然而，當時並沒有標準語口語為基礎，加上早期的新加坡華文老師大多源自于中國南方，帶有濃厚的南方方言腔。因此，該國的華語的發音受到了中國南方方言腔的影響，例如沒有兒化、缺少輕聲、句子裏也沒有輕重音等等。
1919年，中国一些学者出版《國音字典》，这是较早的国语辞书之一。不过字典实际是中国北方音和南方韵相混合的产物，例如其中就包含有入声字。直到1932年，才有第一本真正以北京方言为基础的国语字典《國音常用字彙》问世。此后，三四十年代，从中国来到新加坡的新移民（新客）进一步扩大了国语学校的范围；“国语”也逐渐改称“华语”。
從1950年代到1970年代，新加坡的中文娛樂節目及文學讀物主要來自台灣或香港，因此華語受到了臺灣中華民國國語一定的影響。 1980年中國大陸改革開放之後，隨著新加坡、馬來西亞與中國大陸的文化交流，遂採用了中國大陸的漢語拼音、從用繁體字轉為改用簡化字等。自1979年講華語運動開始，新加坡推廣華語理事會開始研究華語的標準化，並且參考了中國大陸和台灣的案例研究。
1990年後，隨著新中交流頻繁，大批的中國大陸新移民開始湧入新加坡，許多的普通話詞彙也開始流入新加坡的中文當中。現今的新加坡傳媒播放著大量來自的台灣、香港和中國大陸的娛樂節目，影響著新加坡的華語環境，致使新加坡繼續受到來自台灣中華民國國語文，香港粵語詞彙和中國大陸普通話的影響。

## 詞彙

### 詞彙差異
新國的華語和現代標準漢語的最大差異主要是在詞彙方面。由於新加坡和中國大陸從1949至1979年之間並沒有任何的接觸，新加坡必須根據自己當地的社會環境來發展華語文。除了考慮到新加坡當地的社會文化環境，新加坡也從中華民國國語文或其他新加坡當地的各種漢語方言裏吸收許多的詞彙。 這就逐漸形成了新加坡特屬的華語詞彙。根據汪惠迪所編寫的《時代新加坡特有詞語詞典》，新加坡擁有1560個本地獨特的華語詞彙，而這些詞彙都不曾在中國大陸或台灣使用過。
自1980年代開始，新加坡標準華語已越來越傾向現代標準漢語。因此，新加坡標準華語和現代標準漢語在詞彙方面的相似度已達90%。
以下的例子顯示了新加坡，中國大陸， 台灣和香港所使用的不同詞彙。
- 我想吃快熟麵。（新加坡）
我想吃方便麵。（中國大陸）
我想吃泡面。（台灣）
我想吃即食麵。（香港）
- 我要搭德士 。（新加坡）
我要搭出租車 。 （中國大陸）
我要搭计程车。 （台灣）
我要搭的士。（香港）
- 在部署突击行动时，最重要的是要确保公众以及有关单位内任何人士的安全。[11] （新加坡）
在部署突击行动时，最重要的是要确保群众以及有关/相关单位内所有人士的安全。（中國大陸）
在部署突擊行動時，最重要的是要確保民眾及相關單位內所有人士的安全。（台灣）
在部署突襲行動時，最重要的是要確保公衆及有關/相關單位內所有人士的安全。（香港）

### 新加坡獨特的地區新詞
新加坡有許多跟當地生活有關係的地區詞彙，其根源是來自漢語方言對於馬來語詞彙的音譯。例如，“甘榜”、“巴刹”等都源自新加坡福建話對於馬來語詞彙的音譯。
汪惠迪编著的《时代新加坡特有词语词典》，就收了不少新加坡的社区词，“大”字下所收的社区词有“大宝森节”、“大伯公”、“大彩”、“大彩万字票”、“大草场”、“大耳窿”、“大马”、“大牌”、“大坡”、“大日子”、“大学先修班”、“大字报”等等。
| 新加坡獨特地區新詞 | 注释 |
| ------------------ | --- |
| 紅毛丹             | “rambutan”，即韶子，一種水果，從馬來語詞彙rambutan翻譯而來。 |
| 奎籠               | “kelong”，建于浅海的木结构建筑物，主要用来搞网箱养鱼，提供海上钓场等服务，源自闽南语詞彙"奎籠"(ke-long)。 |
| 甘榜               | “kampung”，馬來村莊，源自閩南語漢字(甘榜"kam-pong")對於馬來語詞彙Kampung的音譯。 |
| 沙爹               | “satay”，一种新加坡馬來食物，類似燒烤肉串，從馬來語詞彙satay翻譯而來。 |
| 清湯               | 即高汤。 |
| 固本               | “coupon”，一种停車用時的票本， 從英語詞彙Coupon翻譯而來。 |
| 組屋               | “HDB flat”，由新加坡建屋發展局HDB所建的公共住宅，稱爲“政府組屋”。 |
| 擁車證             | “certificate of entitlement”（COE），在買車時必須先投標購買牌證以取得車子擁有權，這牌證就叫做“擁車證”。 |
| 保健儲蓄           | “Medisave”（medical saving），公基金裏的儲蓄，有一部份能夠用來償還醫療費用，稱爲“保健儲蓄”。 |
| 周末用車           | “Weekend Car”，一種新加坡車子擁有權的等級。 |
| 財路               | “Giro”，一种在新加坡直接從銀行轉帳定期扣取費用的付費系統。 |
| 巴刹               | “bazaar”或 “Pasar”（馬來語），特指菜市場。與中國西北的“巴扎”（集市）同源。起源於閩南語漢字"巴刹"(ba-sa)對於馬來語詞彙Pasar的音譯。新加坡華語沒有把"巴刹"念成(ba1 cha4)，反而是取類似閩南語讀音"巴刹"(ba1 sa4)。 |
| 民衆俱樂部／聯絡所 | “community centre”，一個供民衆休閒活動的中心。 |
| 叻沙               | “laksa”，一种馬來咖哩麵食，源自閩南語漢字（叻沙lak-sa）對於馬來語詞彙laksa的音譯。 |
| 垃圾蟲             | “litter-bug”，指因隨地亂丟垃圾觸犯法律的人，從英語翻譯而來。 |
| 排屋               | “terrace house”，一种互相連接排行一行的私人住屋。 |

### 採用台灣華語詞彙
新加坡華語的日常生活用詞仍採用許多台灣華語詞彙。
| 新加坡用詞 （同台灣詞彙） | 中國大陸词汇         |
| ------------------------- | -------------------- |
| 馬鈴薯（台）              | 土豆 (中)            |
| 腳踏車(台)/脚车           | 自行車(中)           |
| 即溶三合一咖啡（台）      | 速溶一加二咖啡（中） |

### 採用香港華語詞彙
由於新加坡和香港都曾為英國殖民地，且均通粵語，居民和經貿往來密切，所以也有些詞彙是從香港而來。
| 新加坡用詞（同香港詞彙） | 台灣詞彙               | 中国大陆词汇               |
| ------------------------ | ---------------------- | -------------------------- |
| 捷運；地下鐵；地鐵       | 捷運                   | 地铁                       |
| 德士（taxi的音譯）       | 計程車                 |                            |
| 巴士（bus的音譯）        | 公車（公共汽車的簡稱） | 公交车（公共交通车的简称） |

### 同實異名的詞語
新加坡和其他華語地區如中國大陸或台灣所用的一些詞彙雖然表達不同，但卻有著同樣的意思。近年隨著各華語區之間的交流頻繁，同實異名的地區性華語詞彙逐漸趨同；並且由於華文書寫上表意的特點，也使得各華語地區間能夠一定程度上理解或意會不同地區的非翻譯類詞彙；而因各地接觸不同外文事物，採取不同翻譯方式翻譯來的音譯詞，則往往成為某一華語地區的特色詞彙、並且只有該地區的華語人口才能理解。此外，各華語區詞彙明顯體現了各地華語社區歷史、政治、文化發展的歷程，使得新加坡華語詞彙非常具有特色，例如：新加坡的詞彙“樂齡”顯然比中國大陸的“老齡”更文雅；而新加坡的詞彙“客工”相比臺灣的詞彙“外勞”更具人道精神。
| 新加坡         | 中國大陆             | 台湾                         | 注释 |
| -------------- | -------------------- | ---------------------------- | --- |
| 樂龄人         | 老人／老年人         | 年長者                       | 上年紀的人或者較老的人，台灣和大陸也偶爾使用“長者”、“耆老”等詞，一般專門用在文雅的書面語中。 |
| 三文治         | 三明治               | 三明治                       | 從英語“Sandwich”音译而來，再透過粵語“三文治”（sāam màhn jih）轉寫。 |
| 德士           | 出租車               | 計程車                       | 從英語“Taxi”翻譯而來，比較粵語“的士”（dīk sih），“計程車”這個詞語也滲透到了中國大陸的中文詞彙當中。同時受到早期香港影視影響，大陸也曾經流傳過一段時間“的士”的稱謂，至今保留有“打的”（叫一輛出租車/計程車來乘坐）一詞。                                                                                  |
| 貨櫃／集裝箱   | 集裝箱               | 貨櫃                         | 新加坡並用“貨櫃”、“集裝箱”兩詞。“大陸使用“集裝箱”特指海港、運輸過程中特用的巨型或大型封閉式貨物箱體；而“貨櫃”一詞在大陸表示一般商店、商場中靠墻擺放的貨物陳列櫃，非特指，任何陳列擺放商品貨物的櫃式傢具都可稱為“貨櫃”。“貨櫃”一詞源於粵語。                                                      |
| 火患           | 火災                 | 火警                         | 新加坡和台灣也使用“火災”一詞。大陸也使用“火險”一詞來表示“火災/火患”；而“火警”一詞在大陸則特指“消防員警隊”，或“火災警報”。 |
| 耐             | 耐用                 | 耐用                         | 從文言文吸收而來。新加坡也使用“耐用”一詞。 |
| 駕車           | 開車/駕駛            | 開車                         | “駕”這個詞是從文言文吸收而來的。與文言文一脈相承，中國大陸也使用“駕車”、“駕駛員”一類的詞彙。新加坡也使用“開車”一詞。 |
| 首個/第一個    | 第一個/首個          | 第一個                       | 新加坡也使用“第一個”一詞。中國大陸也使用“首個”一詞。 |
| 公衆           | 民众/公眾/大眾/群眾  | 民眾                         | 在在中国大陆，“民众”一词使用度不高，相对中性；“公衆”一词用法相对固定，一般用于形容民众相对于有关部门或知名人物的监督角色；“群眾”一词较为常用，但有时带有政治属性，特指所有未加入任何政治组织的一般民众；“大眾”一词用来强调人多，如“普罗大众”，该词也是德国汽车品牌Volkswagen的中国大陆正式译名。 |
| 群體           | 集體                 | 集體                         | 中國大陸和台灣也使用“群體”這個詞語。在中國大陸，因為歷史原因，“集體”一詞曾經嚴格作為政治概念，與“個人”對立、通常必須與正面的事物相聯繫（具體可參加集體主義），而大陸改革開放后更為常用“群體”一詞，用於非常中性地表述相應的概念。                                                                 |
| 第一時間       | 立刻                 | 立即/立刻                    | 大陸也使用“第一時間”、“立即”、“即刻”等多種表達方式；由於地域相對廣闊，中國大陸詞彙豐富程度相對較高，同時對各種地區性詞彙接受度非常高，除了一些日常生活用語往往約定俗成，對一般常用的表達方式詞彙廣泛接受。“第一時間”的說法來自粵語。台灣也使用「立刻」的說法。                                   |
| 一頭霧水       | 暈頭轉向             | 糊裏糊塗／一頭霧水／暈頭轉向 | 大陸也使用“一頭霧水”、“糊裏糊塗”、“雲裡霧裡”、“稀裡糊塗”、“莫名其妙”等多種表達方式。 |
| 碼頭           | 港口                 | 港口/碼頭                    | 來源於閩南語、粵語、客語。 |
| 領袖           | 領導                 | 領袖                         | 三地各自都使用“領袖”一詞，但意義大不相同。在新加坡與台灣，“領袖”一詞大約相當於大陸語境的“領導”，均作為名詞，指身居領導地位的人；而在大陸，“領袖”一詞特指具有偉大領導力、號召力，並且極大影響了一個區域、一個時代的人，常常具有非常推崇的褒獎之意，并不常用。在新加坡有時也會使用“領導”一詞。     |
| 手机           | 手機                 | 行動電話、手機               | |
| 客工           | 外籍勞工             | 外勞、移工、國際移工         | 受台灣華語影響，“外勞”一詞有時候會出現在新加坡華文報刊，例如聯合早報。 |
| 農夫           | 農民                 | 農民/農夫                    | “農夫”這個詞在1949年之前的中國大陸廣泛使用，但在現代的中國大陸則採用“農民”的稱謂。“農夫”一詞仍然使用于新加坡。 |
| 巴士           | 公交車/公交          | 公車/巴士                    | “巴士”是英文"bus"的音译，透过粤语传入新加坡华语。“公車”一詞也能夠被中國大陸華文使用者接受，然而日常生活中更常用“公交”（公共交通）或者“公交车”（公共交通车）這樣的詞彙，以免和“公車上書”這樣的歷史典故混淆，中国大陆也旧称“公共汽车”。                                                            |
| 电单车、摩托车 | 摩托車               | 機車/摩托車                  | 來源於粵語，台灣也並用摩托車一詞。 |
| 脚踏车、脚车   | 自行车／單車／腳踏車 | 腳踏車／自行車／單車         | 来自吳語“脚踏车”（kha ta qia）。 |
|                | 卡車                 | 貨車、卡車                   | 系英语“”的音译。大陆的“”系英文“”翻譯成“皮卡”，再參照“某車”類型的構詞方式、表意化構詞而固定下來。 |
| 角頭           | 角落                 | 角落                         | 新加坡的“角頭”來源於閩南語發音“”。在中國大陸、台灣，“角頭”是指幫派首領。 |
| 散錢           | 零錢                 | 零錢                         | 新加坡的“散錢”來源於文言文，因古代多用銅錢為銀本位貨幣的輔幣，一百個或一千個穿為一串、價值較高，不穿在一起的即為散錢。中國大陸在清末及民國時期都曾使用“散錢”一詞，直到現代紙幣完全取代銀本位貨幣、并不再使用銅錢作為輔幣。                                                                       |
| 不懂           | 不知道/不曉得        | 不曉得/不知道                | 新加坡華人有時不區分“懂”和“知道/曉得”之間的差異，有可能是受英語的影響，因為英語的“懂”和“知道”同為"know"。 中國大陸部份地區方言使用“不曉得”一詞，普通話則多使用“不知道”。 |

### 同名異實詞語
在新國華語和普通話中，有些詞彙看起來是一樣的（“同名”），但卻有著不同的意思及用法（“異實”）。
| 詞語   | 當地華語的意思 | 大陸普通話的意思                           | 註釋 |
| ------ | -------------- | ------------------------------------------ | --- |
| 小姐   | 泛稱“年輕女子” | 妓女                                       | 在新加坡，“小姐”（“姐”字吉野切，聲調作普通話的第三聲）是指餐廳的女性服務生或對於年輕女子的普通尊稱。然而在中國大陆90年代之后的普通話口语中，因為香港、廣東等地夜總會的興起和傳入，漸漸把一些風塵職業美稱為“舞小姐”、“公關小姐”，於是在北方普通話中“小姐”（“小”字聲調拖長，“姐”字聲調變化作普通話的輕聲，仍然寫作“小姐”）一詞也逐漸成了輕佻并含有貶義的，用來特指妓女（同類發生改變的詞語有“（陪酒）公主”、“（陪酒）少爺”等，其語調一般和作本意時相比略有改變）；大陸華語對服務生比較普遍的口语稱呼是“服務員”，又因為服務員大多比較年輕，有些地區口語作“小哥兒”、“小妹兒”（如大陸方言中的四川普通話），年輕人更是往往詼諧地稱呼為“帥哥”、“美女”等。在大陸華文的书面或正式场合，“小姐”仍然保持其本意，同样指年轻女性。在台灣、香港、澳門（無論粵語還是普通話），“小姐”的意思則是跟新加坡一樣。 |
| 對付   | 嚴厲懲處       | 原意為應對、處置；敷衍應付了事；將就，湊合 | 在新加坡，「對付」是有貶義的，意思是嚴厲懲處，比如説“叛軍受到印尼軍的強力對付”。在中國大陆普通話當中，“對付”一般只包含輕度貶義，通常指“馬馬虎虎應對”，當說“對付”（“付”字此處在普通話裡作輕聲）某人時不含貶義，但此時表達“對某人採取敵對措施”之意。在台灣，“對付”的意思跟新加坡是一樣的。 |
| 懂     | 知道           | 了解，明白                                 | 比如説，當地華語口語常講“你懂路嗎？”，“我不懂路！”。這與中國大陸的海南方言用法相同。 |
| 計算機 | 計算器/計數器  | 電腦                                       | 在中國大陸，“計算機”專指“電腦”（computer），偶尔在方言和非正规场合中指「计算器」。在新加坡、台灣，“計算機”專指“計算器”（calculator），與粵語"計數機"相同。 |

### 漢語方言詞對新國華語的影響
有許多新國華語的詞彙源自于其他漢語方言如泉漳話、潮州話、粵語等。這些方言也影響了當地華語當中的語音。
| 當地華語詞彙              | 意思                                         | 方言來源註釋                                                                                     |
| ------------------------- | -------------------------------------------- | ------------------------------------------------------------------------------------------------ |
| 阿兵哥                    | 軍人，兵士                                   | 來源於閩南語 “阿兵哥”（閩南語讀音“”）。                                                          |
| 怕輸                      | 怕輸給別人，不能吃虧，要跟隨潮流的一種心態。 | 來源於閩南語 “惊输”（閩南語讀音“）。                                                             |
| 幾時？                    | 什麽時候？                                   | 來源於文言文（“明月幾時有？”）／閩南語。                                                         |
| 阿公                      | 祖父                                         | 來源於閩南語。                                                                                   |
| 阿嬤                      | 祖母                                         | 來源於閩南語、粵語。                                                                             |
| 阿婆                      | 老太太                                       | 來源於閩南語。                                                                                   |
| 很閒                      | 無聊／悶                                     | 來源於閩南語 發音“sien”，“无聊”的意思。                                                          |
| 敢敢                      | 勇敢                                         | 來源於閩南語 發音“kaⁿ kaⁿ”。例如“敢敢做個開心人！”。                                             |
| 古早                      | 古時候                                       | 來源於閩南語 發音“kɔ tza”。出現在新加坡小販中心的華文字標語。                                    |
| 做工                      | 工作／上班                                   | 來源於閩南語發音“tzo kang”。在中國大陸或台灣，“做工”是指“幹活”或從事體力勞動的工作，例如做粗工。 |
| 燒                        | 熱／燙                                       | 來源於閩南語發音“sio”。                                                                          |
| 什麽來的？                | 這是什麽？                                   | 來源於閩南語“啥物來个”（閩南語讀音“”）；同樣的表述在台語也假字寫作“蝦米”、“啥咪”等。             |
| 起价                      | 漲價                                         | 來源於閩南語“khi ke”。                                                                           |
| 做莫？                    | 爲什麽／做什麽？                             | 来源于古汉语，可能直接來自闽南语的“做莫”或粵語的“做咩（zou me）”。                               |
| 阿佬                      | 先生                                         | “佬”（粵語讀音“”）來源於粵語。                                                                   |
| 是乜?                     | 是嗎？                                       | “乜”（粵語讀音“”）來源於粵語，句末語氣詞。                                                       |
| 是囉!                     | 對啊！                                       | “囉”（粵語讀音“”）來源於粵語，句末語氣詞。                                                       |
| 大耳窿 ，也稱之爲『阿窿』 | 地下錢莊，放高利貸的不法分子                 | 來源於粵語                                                                                       |
| 搭客                      | 乘客                                         | 來源於粵語                                                                                       |
| 擺烏龍                    | 誤會／搞錯                                   | 來源於粵語                                                                                       |
| 好臉                      | 愛出風頭／愛現                               | 來源於潮州話（潮州話讀音“”）                                                                     |
| 滷麵                      | 一种麵食                                     | 來源於闽南语（閩南語讀音“”）                                                                     |
| 粿條                      | 一种平扁的麵食                               | 來源於潮州話“粿條”（閩南語讀音“”）。比較粵語“河粉（hɔ fan）”。                                   |

### 英語詞對新國華語的滲透
有些新加坡華語詞彙來源於英語，是依照“英語——粵語或客家話漢字發音——新加坡華語詞彙”這樣的發展順序音譯過來的。這些詞語出現在當地華語文章裏。
| 新國華語 | 華語意思       | 英語原詞   | 註釋                               |
| -------- | -------------- | ---------- | ---------------------------------- |
| 巴士     | 公交车／公車   | Bus        | 與香港及澳門一樣                   |
| 巴仙     | 百分比         | Percentage | 例如“五巴仙”等於“5%”或“百分之五”。 |
| 德士     | 出租車、计程車 | Taxi       | 參照香港的同源音譯詞“的士”。       |

## 語法
新國華語的書面語法基本上跟現代標準漢語的語法是相同的。但在口語表達方面，新加坡的華語語法和現代標準漢語的語法存在著明顯的差異，主要是受到了各種漢語方言、文言文及英語的影響。有些新加坡的華語文章更表現出當地的語法特徵。

### 時間
在星國華語的口語當中，有許多人使用“字”這個詞語來代表“五分鐘”。“鐘頭”這個詞語則代替了“小時”這個詞。
例如：
- 一個字 = 五分鐘
- 兩個字 = 十分鐘
- 三個字 = 十五分鐘
- 九個字 = 四十五分鐘

7:45pm 通常被說成“七點九個字”或 “七點九”（標準華語：“七點四十五分”）。“字”的用法來源于文言文、閩南語或粵語。在中國古代計時方法當中，“小時”是以“時辰”（兩個小時）做為一個單位。“分鐘”則是由“刻”（十五分鐘）為單位。 一“刻”則分成三個“字”（等於五分鐘）。

### 日子
在談到日子的時候，新國華語的口語則慣以“拜”這個詞來取代“星期”這個詞語，例如“拜一”是指“星期一”。“星期天”則叫“禮拜天”或“禮拜”。“一個星期”則通常叫做“一個禮拜”。
“拜”的實用來源於閩南語。“禮拜”則來源於基督教徒對於一個星期裏日子的定義。

### 數量大的號碼
在數量大的號碼當中，與其說“一万”，新國華語口語則慣用“十千”。“十萬”則通常在當地華語當中被說成“百千”。這是受到了西方數字系統的影響（即Ten Thousand, Hundred Thousand等等）。

### 特殊語法

#### “先”作副詞在句子中的位置
因受到粤语语法的影响，新加坡人说华语时有把“先”字置于后面的习惯。
| 新國华语                                 | 现代标准汉语                             |
| ---------------------------------------- | ---------------------------------------- |
| 我现在还在忙，不如你到楼下吃（个）饭先。 | 我现在还在忙，不如你先到楼下吃（个）饭。 |
| 你走先。                                 | 你先走。                                 |

以上是典型的新加坡“先”作副詞的用法，在邻近的马来西亚华语也有类似的用法。而在粵語中，時間副詞「先」必須置於動詞之後，故而港澳等地以粵語為母語者也經常將這一結構用於普通話中。

#### 以“而已”取代“罷了”
新國華語慣用“而已”一詞，相對應於普通話的“罷了”。這是受到了文言文的影響。
例如：這樣子而已啊！
在中国大陆，这种用法有时也会出现，但是通常“罷了”更常用。

#### 以“才”取代“再”
在中國普通話裏，“再”作副詞是用來表示動作的先後順序（前半段動作在先，后半段動作在後）而使用的。 新國華語則通常使用“才”而較少用“再”。
例如：
- “关税申报单刚巧用完了，打算在飞机上领了才填写。”[14]
- “现在不要说，等他吃饱了才说。”

#### “啊”表肯定的用法
在新加坡华语的口语当中，“啊”（通常念成“aⁿ”，带有鼻音）代表“是的”的意思。標準漢語則通常使用“是”、“好”，亦有些近似“哦”或“噢”。

#### “了”的讀法
在新加坡華語的口語當中，當「了」置於動詞後，表示動作的結束時，“了”通常念成“liǎo”，例如“吃飯了嗎？”。標準漢語通常將“了”念成“le”（輕聲）。將“了”念成“liǎo”主要是源自於閩南語對於“了”（liáu）的讀法，例如“食飯了”（閩南語讀音：tsia̍h pn̄g liáu, 亦“吃飯後”）。

#### 名詞作形容詞用
在現代標準漢語裏，爲了將“興趣”、“營養”、“禮貌”這些帶有感官性、表達性的名詞與主語聯繫起來，可以在這些名詞之前加個“有”字，構成“主——系——表”結構。
例如：
- “很有興趣”
- “很有營養”
- “很有禮貌”

但是，在新國華語文章當中，常不用“有”字，而是直接“名詞作形容詞”用。同類的特殊語法結構，還可參見文言文中的“名詞作動詞”。
例如：
- “很興趣”
- “很營養”
- “很禮貌”

#### “一下”作副詞與動詞重疊
在中國普通話當中，“一下”常置於動詞之後，用於顯示（動詞所代表的）動作是短暫的；同類的表述方法也可以通過動詞重疊來完成，但是兩者不可混合使用。
例如：
| “一下”作副詞修飾動詞表暫時性 | 動詞重疊表暫時性 |
| ---------------------------- | ---------------- |
| “讓我想一下。”               | “讓我想想。”     |
| “我們討論一下。”             | “我們討論討論。” |
| “大家研究一下。”             | “大家研究研究。” |

但是，在新國華語中，“一下”作副詞修飾動詞和動詞重疊則同時應用以完成對於暫時性的表述。
例如：
- “讓我想想一下。”
- “我們討論討論一下。”
- “大家研究研究一下。”

#### “被”作副詞的習慣用法
大陸普通話當中，如非特意強調主謂之間的被動關係，很少使用“被”這個副詞；新國華語口語則時常使用“被”修飾一切和主語具有隱含被動關係的動詞。這是受到了英語的影響。
例如：
| 新國华语       | 大陸普通話   |
| -------------- | ------------ |
| 馬路被修好了。 | 馬路修好了。 |

#### 動賓結構詞組作謂語的用法
新國華語口語有時會將形容詞或動賓結構詞組當謂語使用。
例如：
“進步”為“動賓結構”詞組，也可整體作形容詞意為“先進的、前進的”。動賓結構作謂語時：
| 新國華語口語                                                                                               | 現代漢語口語                                 |
| --- | -------------------------------------------- |
| “我要進步我的華語。”（“進步”形容詞作動詞，此語法或許是受英語句子 "I want to improve my Chinese."的影響。） | “我要讓我的華語進步”（“讓……進步”詞組作謂語） |

#### 重疊字
有些詞語會以重疊字的方式來說，這是受到閩南語的影響.
| 現代標準漢語 | 新加坡華語 |
| ------------ | ---------- |
| 硬要         | 硬硬要     |
| 亂講         | 亂亂講     |

### 特殊量詞
新加坡華語（尤其是新加坡式華語）所使用的一些量詞和標準漢語裡的量詞有所不同。這是受到閩南語的影響。
| 現代標準漢語 | 新加坡華語 | 註釋                                    |
| ------------ | ---------- | --------------------------------------- |
| 一個蛋       | 一粒蛋     | 閩南語採用“粒”liap                      |
| 一所學校     | 一間學校   | 閩南語採用“間”kierng (粵語亦有同樣用法) |

## 語音

### 標準語音
新加坡的華語在語音方面基本上跟普通話是一樣的，即有四個聲調，但兒化及輕聲並不存在于當地華語。
當地華語的最初參考的是中國的老國音，以及後來的新國音，然後才是中國大陸的漢語拼音。在發展之初，當地華語受到了南方漢語方言入聲的影響，出現了所謂的第五聲。
這個第五聲有以下音韻特徵：
1. 它是個下降調，調值通常是51，有時則是53。
2. 它的持續時間較短，聼起來有种“中斷”的感覺。
3. 帶這個聲調都有一個喉塞音的韻尾；這個韻尾有時很明顯，有時較模糊。這個塞音韻尾不但截斷了聲調的持續時間，也使得音節的輔音韻頭變爲強音，因而近似濁輔音。

但是，經過多年的演變，新加坡華語的第五聲已消失了。也就是說現在的當地華語的語音，已經越來越向現代標準漢語靠攏。
在語音方面，新加坡標準華語跟現代標準漢語有些細微的不同：
| 漢字詞彙 | 新加坡 | 中國大陸 | 台灣          | 註釋 |
| -------- | ------ | -------- | ------------- | --- |
| 休息     | xiūxí  | xiūxi    | xiūxí         | “息 ”在新加坡標準華語讀成陽平聲調（第二聲調），如同台灣。但是，在中國大陸，“息 ”則讀成輕聲。                          |
| 研究     | yánjiū | yánjiū   | yánjiù        | “究 ”在新加坡標準華語讀成陰平聲調（第一聲調），如同中國大陸。但是，在台灣，“究 ”則讀成第四聲調。                      |
| 垃圾     | lājī   | lājī     | lèsè          | 新加坡“垃圾”的讀法跟中國大陸一樣。但在台灣，則保留了1949年之前的讀法，有可能是受吳語的影響。                          |
| 角色     | juésè  | juésè    | jiǎosè/juésè  | 新加坡“角色”的讀法跟中國大陸一樣。但在台灣，則保留了1949年之前的讀法，不過兩種讀法都可以在中文界使用。                |
| 包括     | bāokuò | bāokuò   | bāoguā/bāokuò | 新加坡“包括”的讀法跟中國大陸一樣。但在台灣，則保留了1949年之前的讀法， “括”讀成 "guā" ，雖然台灣也接受了"kuò"的讀法。 |

### 腔調
新加坡本地華人的華語腔調比較接近中國大陸南部地區的腔調，尤其是福建、廣東和海南地區。然而，自1990年代，新加坡也湧入了來自中國大陸各個地區的新移民，也出現了許多普通話腔，或是北方腔。也有許多新加坡華語新聞播報員是源自中國大陸，其腔調也比較類似普通話腔。

### 讀音特點

#### ①ㄓㄔㄕ (zh chi shi) 變ㄗㄘㄙ (z c s)
捲舌音在新加坡華語省略掉。
| 標準讀音 | → | 新加坡一般讀音 |
| -------- | - | -------------- |
| 只是     | → | 子嗣           |
| 池塘     | → | 祠堂           |

#### ②ㄩ (yu) 變ㄧ (i)
| 標準讀音 | → | 新加坡一般讀音 |
| -------- | - | -------------- |
| 元       | → | 言             |

#### ③ㄖ (r) 變ㄌ (l)
| 標準讀音 | → | 新加坡一般讀音 |
| -------- | - | -------------- |
| 熱       | → | 樂             |

ㄖ (r) 變ㄌ (l) 的讀音一般是受閩南語，尤其是泉音的"ㄌ (l)"影響，例如“熱” 閩南語一般讀成lua̍h（泉音）或jua̍h （漳音）。

#### ④ㄣ (en) 變ㄥ (eng)
| 標準讀音 | → | 新加坡一般讀音 |
| -------- | - | -------------- |
| 金       | → | 京             |

#### ⑤ㄦ (er) 變ㄜ (e)
| 標準讀音 | → | 新加坡一般讀音 |
| -------- | - | -------------- |
| 兒       | → | 蛾             |

#### ⑥阴平字變第四聲
| 標準讀音 | → | 新加坡一般讀音 |
| -------- | - | -------------- |
| 吃飯     | → | 次飯           |
| 屋子     | → | 勿子           |

## 受其他語言的影響

### 受新加坡福建話的影響
新加坡福建話（閩南語）是新加坡華人圈中最大的方言。閩南人通常會以閩南語的方式去講華語。這就導致一种閩南語式的華語出現在新加坡，跟中國普通話在語法、詞彙及語音有著明顯的差異。
| 現代標準漢語                                      | 新加坡閩南語式華語 | 註釋                                    |
| ------------------------------------------------- | ------------------ | --------------------------------------- |
| 要在這裡吃，還是打包?（陸） 內用，還是外帶?（台） | 吃，還是包?        | 食， 抑是包 tsia̍h á-sī pau? （閩南語）  |
| 點餐                                              | 叫東西吃           | 叫物件食 kiò mi̍h-kiānn tsia̍h （閩南語） |

### 受其他新加坡漢語方言的影響
除了閩南語之外，新加坡仍有一部分的人士在家裡講自己祖籍的漢語方言，例如閩語、粵語、客語、瓊語。有些人士可能會因為不同祖籍通婚的關係會講超過兩種或更多的漢語方言。在方言母語的影響下，這些人士在講華語時通常會保有自己方言的口音，文法和詞彙。這都跟標準漢語有所區別。

### 受英語的影響
英語是新加坡主要的行政、教育和工商語言（即所謂的“第一語言”）。英語對新加坡華語的影響也不小。例如，有許多政府行政命令都是先以英語頒布，然後才翻譯成中文。由英語再翻譯成中文有時也會出差錯。有些習慣講新加坡式英語的新加坡華人在講華語時，會加入新加坡式英語的各種英語或方言詞彙，造就了新加坡式華語。雖然有些人在講華語時並沒有方言腔，但思維模式則習慣使用英語，遂以英語的方式和語音腔調去講華語。由此，新加坡華語也受到來自英語的影響。

## 書寫系統
在新加坡，簡體字是官方及報章所使用正式華語文字。雖然新加坡學校一律教授簡體字，但是新加坡政府並不阻攔使用繁體字。因此，有許多商店的招牌標語仍然使用繁體字。小販中心和咖啡店的菜單也通常使用繁體字。
由於沒有對繁體字媒體或刊物有所禁止，新加坡仍從台灣或香港進口大量繁體字讀物、雜誌、流行音樂、電視娛樂媒體節目等。有許多來自港台地區的卡拉OK光碟裏面的詞都是以繁體字寫的。雖然官方的出版是以簡體字為主，政府仍允許家長在註冊小孩的名字時可以選用繁體字。除此之外，新加坡書法界為保留漢字的優美，也經常使用繁體字。隨著網路的興起，新加坡華人可以在電腦裡自由書寫簡繁兩種字體，因此新加坡仍有一些人士使用繁體字。
新加坡早期主要是使用繁體字。自1970年代跟中華人民共和國接觸之後，則全盤開始使用中國大陸的簡化字。
新加坡曾經經過三輪的漢字簡化過程，最終全盤使用中華人民共和國所制訂簡化字。1969年之前，新加坡仍使用繁體字。從1969至1976年，新加坡教育部頒佈不同於中國大陸的簡化字。1976年之後全盤使用中國大陸的簡化字。

## 中文文體和新華文學

### 中文文體

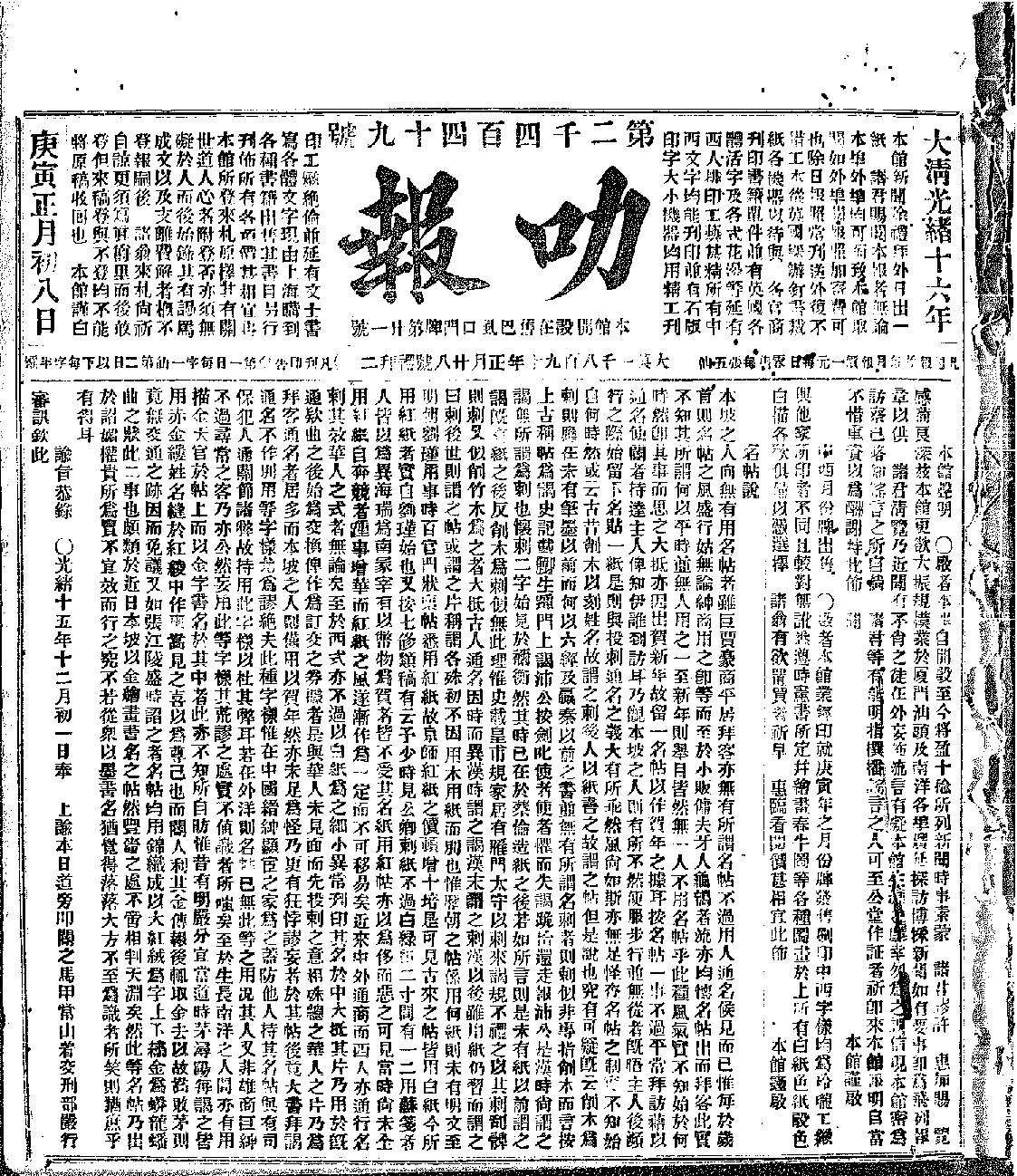
“叻報”1890年1月28日 的報紙，使用文言文)

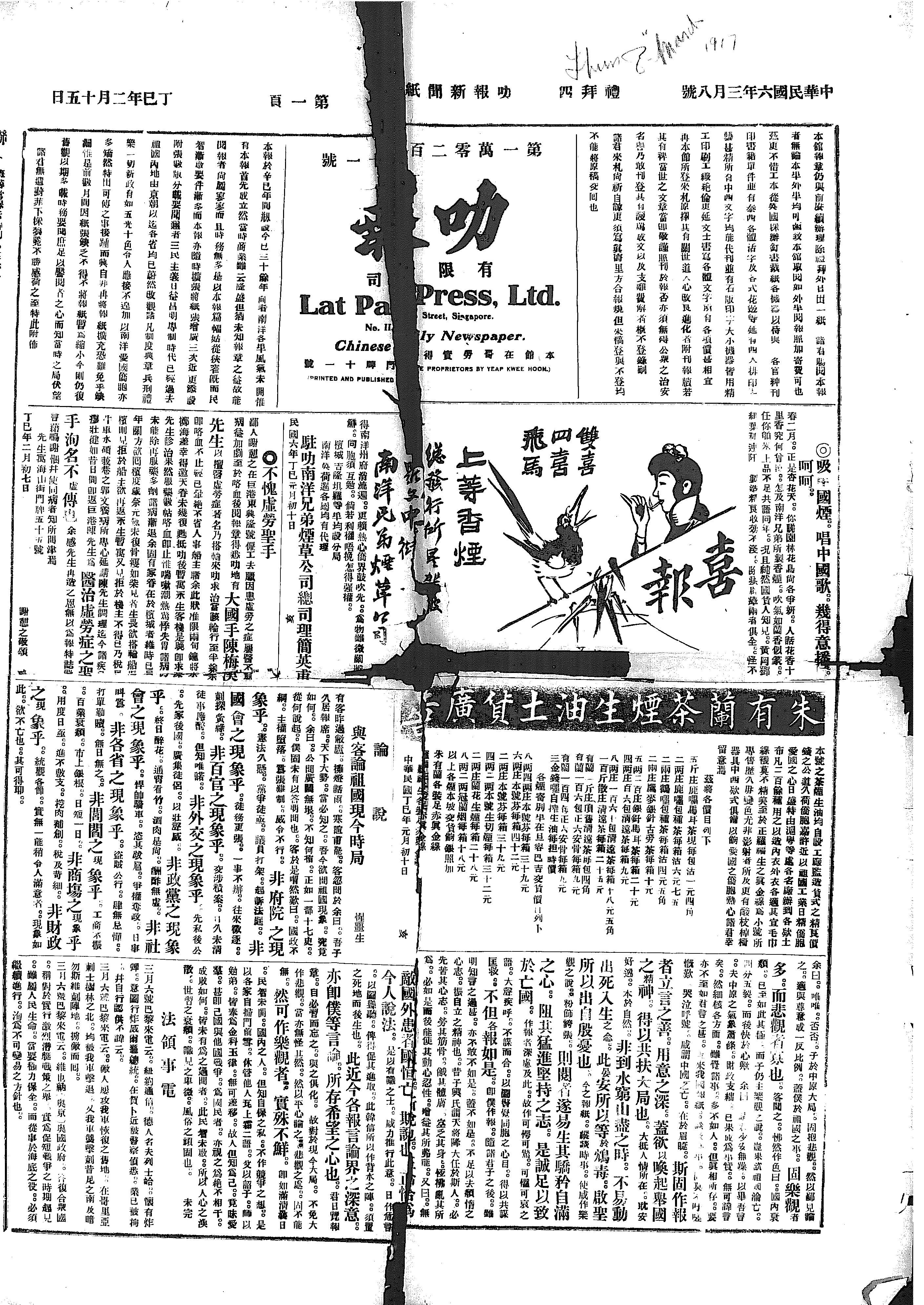
叻報-民國6年3月8日（1917年）報導仍使用文言文

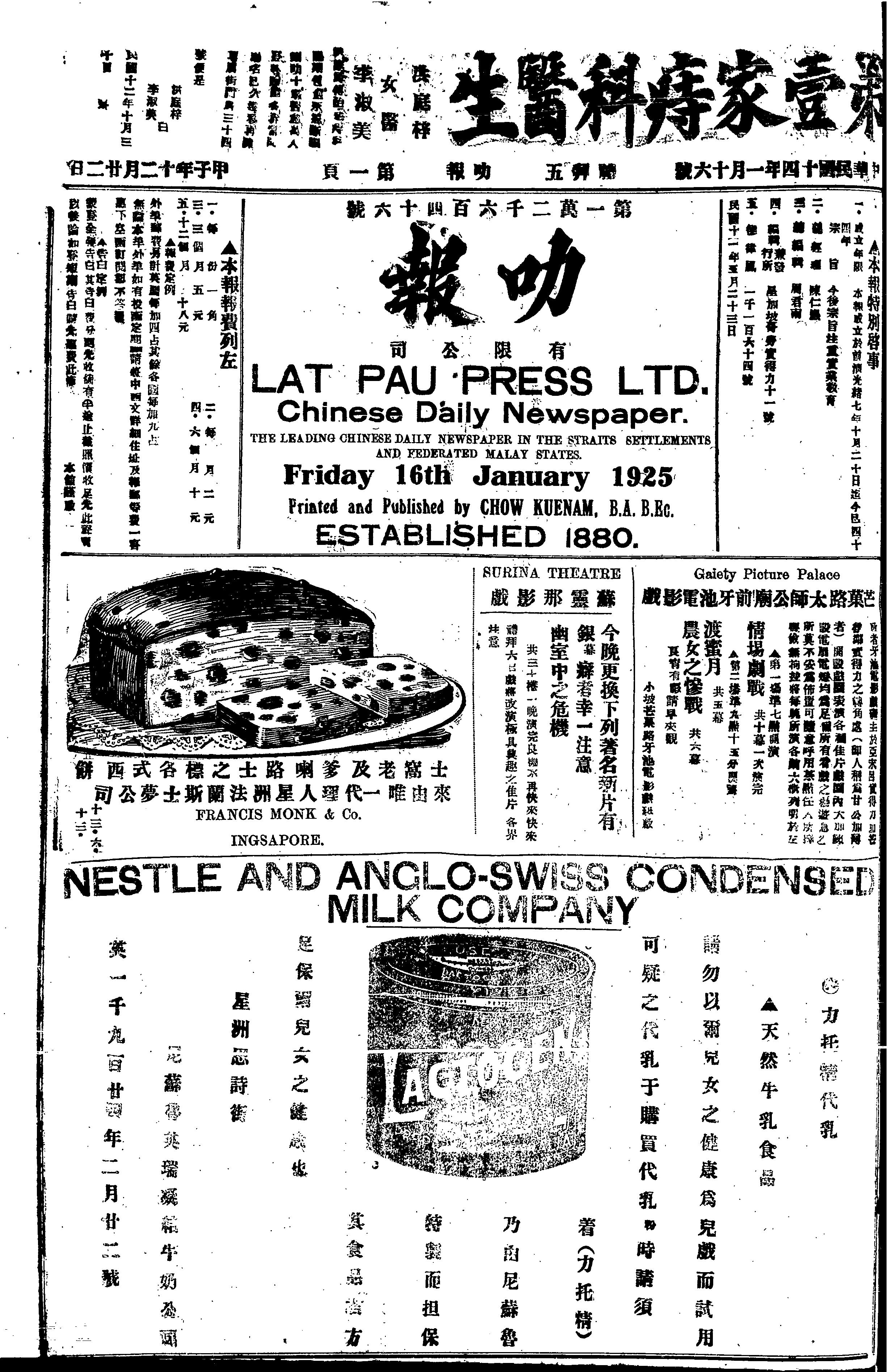
叻報 - 民國14年1月6日（1925年）的報導已改用白話文

新加坡當地華人社會的早期私塾以各自籍貫方言為教學用語。1912年中華民國建立之後，新加坡的華校開始陸續採用中華民國的教課書。新加坡的中文文體在1919年五四運動之前基本上仍是採用文言文。後來由於受到中國新文化運動和新文學運動的影響，當地私塾紛紛跟隨中國維新派的教育改革，開始把教學語言由方言改為“國語”（即中華民國國語），並且改採白話文。其他華校也跟隨這個趨勢一律使用白話文。
新加坡的報業界也見證了文體從文言文轉變成白話文的歷史。新加坡最早的報紙之一叻報在清朝1890年所出版的報紙仍是使用文言文。到了民國6年（1917年），叻報也依舊使用文言文。但是到了民國14年（1925年）叻報已改成白話文了。接下來之後,所有的報紙都一律採用白話文。

### 新華文學
新華文學原屬馬華文學的一環, 始於中國五四新文學運動。1965年馬新分家，新加坡獨立之後，新加坡華文文學開始獨立耕耘，自成「新華文學」(亦即“新加坡華文文學”)。
新加坡華文文學的發展反映了新加坡移民社會歷史的演變。許多早期從中國南來作家在本地辦學校、辦報社、在推動新馬華文文學的發展道路上扮演著舉足輕重的角色。
1919年，《新國民雜誌》的創刊是馬華文學萌芽的標誌。當時僑民思想濃厚，作品多受中國新文學運動的影響，發表在報章副刊的作品多數是中國作家作品的剪稿。
1925年，純文學副刊《南風》、《星光》的出現，把馬華文學帶入新紀元。純文學副刊刊登新文學作品，擺脫了當時的副刊依賴剪稿的情況。南洋思想就在這時候萌芽了。 
1927年1月創刊的《新國民日報》的《荒島》更明確地主張要把南洋色彩放入文藝裡。 “本土化”的文學作品以南洋生活為背景，描寫南洋社會的風土人情。這時候的新華文學的質與量都大大地提升了。
1937年，蘆溝橋事件以及中日戰爭的爆發掀起了反日浪潮。這時期的文學作品背負著抗戰救亡的使命。這促使剛發展的本地意識受到了挫折，僑民意識又告抬頭。
1941年至1945年，在日軍的高壓統治下，馬華文學史一片空白。
經歷了戰爭的洗禮，新加坡的人民對自己所捍衛的土地產生了歸屬感，並迫切渴望自由與民主。戰後初期的馬華文學主題趨向反殖民主義。隨著文藝思想的革新，1947年至1948年引發了一場規模盛大、影響深遠的“馬華文藝獨特性”與“僑民文意”之爭。爭論的結果確定了馬來亞意識和馬華文藝的走向，力求建立獨立自主的馬華文學。明確的'本土性'主張也是新馬文學趨向成熟的標誌。
1950年代，新馬作家以本地的生活為題材，反映社會各階層人物的生活面貌，並在作品裡運用大量的方言俚語，創造出本地特色的作品。本地作家如苗秀、姚紫、趙戎、絮絮等的作品就是新馬文學'本土化'的代表作。
1965年8月9日，新加坡宣布獨立。馬華文學因此分為馬來西亞華文文學以及新加坡華文文學。
1960至1970年代，華文出版刊物數量激增。土生土長的新加坡作家成了新華文壇的生力軍。他們的創作以道地新加坡人的觀點去寫新加坡的題材。不但延續了先驅作家們的'本土化'的創作概念，也把華文文學帶入另一個層次，為新加坡華文文學走向世界拓展了一條道路。

## 藝文影視

### 音樂
自從新加坡1979年開始推廣講華語運動之後，所有的漢語方言電台和電視節目都被華語節目所取代。 新加坡也開始播放華語流行歌曲。從1980年代中所產生的新謠為本地華語詞曲創作注入了新的活力。新加坡電台也開始有新加坡龍虎榜，發展至今新加坡已成為了東南亞華語流行音樂的重鎮之一。也有許多華語流行樂的歌手來自新加坡，例如孫燕姿、林俊傑 、蔡健雅、BY2等等。

### 电视新聞
目前，新加坡有兩個電視台擁有華語新聞的時段。
| 電視台      | 節目名稱                                                                       | 節目時段                                                                             |
| ----------- | ------------------------------------------------------------------------------ | ------------------------------------------------------------------------------------ |
| 新传媒8频道 | 1. 狮城有约Hello Singapore 2. 狮城6点半Singapore Today 3. 晚间新闻News Tonight | 1. 周一至周五 18:30～19:30； 2. 週一至週日 18:30～19:00； 3. 週一至週日 22:00～22:30 |
| 新傳媒U播道 | 1. 晚间新闻News Tonight                                                        | 1. 週一至週日 23:00～23:30                                                           |

## 社會語言學議題

### 政治
新加坡的人口以华族占绝大多数，可是鉴于这个岛国所处的地理位置以及国内复杂的民族结构，华文从来就不是主要的官方行政语文或学校里的主要教学媒介语。
不过，虽然华文不是行政语文，可是华语仍然是广大华族的生活语言，是他们之间互相沟通较为方便的语言，因此也是各政党争取选票的「政治语言」。根据观察，在其他条件相似的情况下，能用华语跟选民直接沟通的候选人，他们获胜的机会比不谙华语者来得高。于是，在竞选期间，候选人无不设法以华语发表演讲，吸引说华语的选民。

### 新加坡華語程度的批評
新加坡因為在1980年代廢除華校制度，將原來的華校改成全英校制度，雖然有「講華語運動」及強制性要求所有的華族兒童必須學習華語，但新加坡年輕華族人士的華語程度仍然面臨下滑的情況。這不僅讓政府的華語政策備受批評，也讓政府傷透腦筋想辦法要改進華文教學。
自新加坡1965年獨立建國以來，雙語教育即成為主流教育體系的基石。所有新加坡學生除以英語為主要教學語言外，還必須修讀所屬族群的「母語」課程。新加坡推行以英語為主、族群「母語」為輔的雙語教育政策是人民行動黨政府基於國家發展和族群團結所作出的必然選擇。但是，經過40多年的推動後，英語不但已成為本地強勢主導工作語言、跨族群語言、「國家語言」，未來還可能取代族群「母語」，成為新加坡學生第一習得語言。
在新加坡的華族社群裏，華族學生必須接受「英文為主，華文為輔」的雙語教育體制，在基礎教育階段修讀十到十二年的華語課程。但相對于英語應用能力，華語在新加坡的教育體系只是單科，教學時間有限，本地學生聽說能力還行，「讀寫能力」卻不斷弱化。
除此之外，新加坡中學裡的華文文學和中華歷史課都是選修課程，不是必修課，有些學校甚至沒有開辦這類課程。因此，有許多新加坡年輕一代沒有讀過華文文學和中華歷史，中文程度遂而無法提升。

### 中國大陸經濟崛起對新加坡的影響
近年來，中國大陸隨著綜合國力的急升，逐漸從世界的工廠轉型為世界的市場，華語也因此躋身成為僅次於英語的全球第二強勢語言，越來越多外籍人士都以學習華語作為提升自我競爭力的條件。華語在新加坡的主要功能除了承傳華族文化外，也開始顯現其經濟價值，間接地增加本地學生及工作人士學習華語的興趣。

### 新加坡華人母語的轉變與漢語方言的維護
新加坡華人原先的母語其實是各種祖籍的漢語方言。從講華語運動開始，新加坡華人的家庭語言度過一個從“脫方入華”，再到“脫華入英”的轉變過程。新加坡華語在80年代被定為“第二語言”，不免讓人感覺有貶低之嫌，因此到了90年代，新加坡政府開始將“新加坡華語”定為華族的“母語”。這個定義仍持續當中，而政府認為華語做為一種母語是能夠達到傳承中華文化的目的。新加坡華語精英也接受了“華語”作為“母語”的這項決定。
然而近幾年，因漢語方言在新加坡的不斷流失，新加坡華人開始有了危機意識，認為如果不再保護漢語方言，漢語方言將永遠離開新加坡。新加坡老一輩的華人大多是講漢語方言，而有許多新加坡年輕一代在家裡是講華語，甚至是英語，這都造成了年輕一代無法有效的以漢語方言來跟他們的祖父母溝通。這不但產生了隔代的代溝，傳承漢語方言也成了很大的問題。不過，所幸的是新加坡仍有一小批人士仍然堅決在保護或推廣方言，因為他們意識到保護方言的重要性。

### 語言政策對文化的影響
新加坡所推行的「雙語」地區，雖然在政府倡導、民間努力之下，得到了較多的學習英語、使用英語的機會，相對地，在母語的學習上，卻減少或剝奪了許多應有的機會。或許仍可看到一般新加坡人民能用母語交談，甚至看報紙、讀些消遣文字，寫出隻字片語，但是缺少正式的學科訓練，一般人的文字使用能力卻難以提升到從事學術研究、文藝創作、法理論辯、說理傳道的高層次境界。如此一來，母語文化的推展傳遞，勢必受到重大的限制，在一昧追求提昇英語能力的過程中，卻不自覺地慢慢脫離了母語的文化，實在是無法彌補的損失。

## 外部連結
- 新加坡的华语和普通话的差异 （页面存档备份，存于）
- 中国老师觉得新加坡的华语有活力
- 华语、普通话词汇比较 （页面存档备份，存于）
- 论新加坡的华语对大陆汉语的影响----评“一直以来”的谬误
- 新加坡的华语变异概说 （页面存档备份，存于）
- 推廣華語理事會（页面存档备份，存于）
- 新加坡華文教研中心

## 延伸阅读
- 周清海 著：《新加坡的华语词汇与语法》，新加坡玲子传媒私人有限公司出版, 2002年，ISBN 981412723X、ISBN 9789814127233
- 周清海 著：《变动中的语言》，新加坡玲子传媒私人有限公司出版, 2009年, ISBN 9814243922、ISBN 9789814243926